# Vrátna dolina
Vrátna dolina ou Vallée de Vrátna est une vallée située à trois kilomètres du village de Terchová dans la chaine de montagnes Malá Fatra, dans la Région de Žilina, dans le nord-ouest de la Slovaquie. Vratna Dolina couvre une superficie d'environ 36 km².
Il est possible d'accéder à la vallée par quatre points : Tiesňavy, Stará dolina, Nová dolina et Starý dvor.

## Tourisme
Vrátna est une station de ski de taille moyenne, l'une des dix principales stations de ski slovaques en termes d'importance et de fréquentation. Son domaine skiable de 10,6 km, doté de 16 pistes, s'étale entre 600 m et 1.550 m d'altitude et est desservi par 14 remontées mécaniques. 
La station dispose de deux secteurs principaux, le plus grand (Starý dvor) étant accessible directement de la station et en grande partie enneigé en neige de culture. 
Depuis 2006, Vrátna est équipée d'un moderne télécabine 8 places reliant le deuxième secteur de Chleb à 1.490 m d'altitude. Ce domaine est toutefois pour l'heure relativement limité car il n'existe pas de piste pour retourner du sommet au fond de la vallée, un retour en télécabine étant quasi inévitable. L'investissement élevé dans cette remontée s'explique sans doute principalement pour l'exploitation en été pour les randonneurs.
Il est également possible de pratiquer le ski de fond et d'autres sports d'hiver, ainsi que le vélo et la randonnée pédestre en été.